# Alitalia
Alitalia war die nationale Fluggesellschaft Italiens mit Sitz und Basis auf dem Flughafen Rom-Fiumicino. Sie war Mitglied der Luftfahrtallianz SkyTeam. Am 14. Oktober 2021 hob der letzte Alitalia-Flug von Cagliari Richtung Rom ab. Der Betrieb der Alitalia wurde am Folgetag durch die neue staatliche Nachfolgegesellschaft Italia Trasporto Aereo (ITA) übernommen, welche sich die Rechte an der Marke Alitalia sicherte, jedoch unter dem Namen ITA Airways operiert.

## Geschichte

### Ursprünge

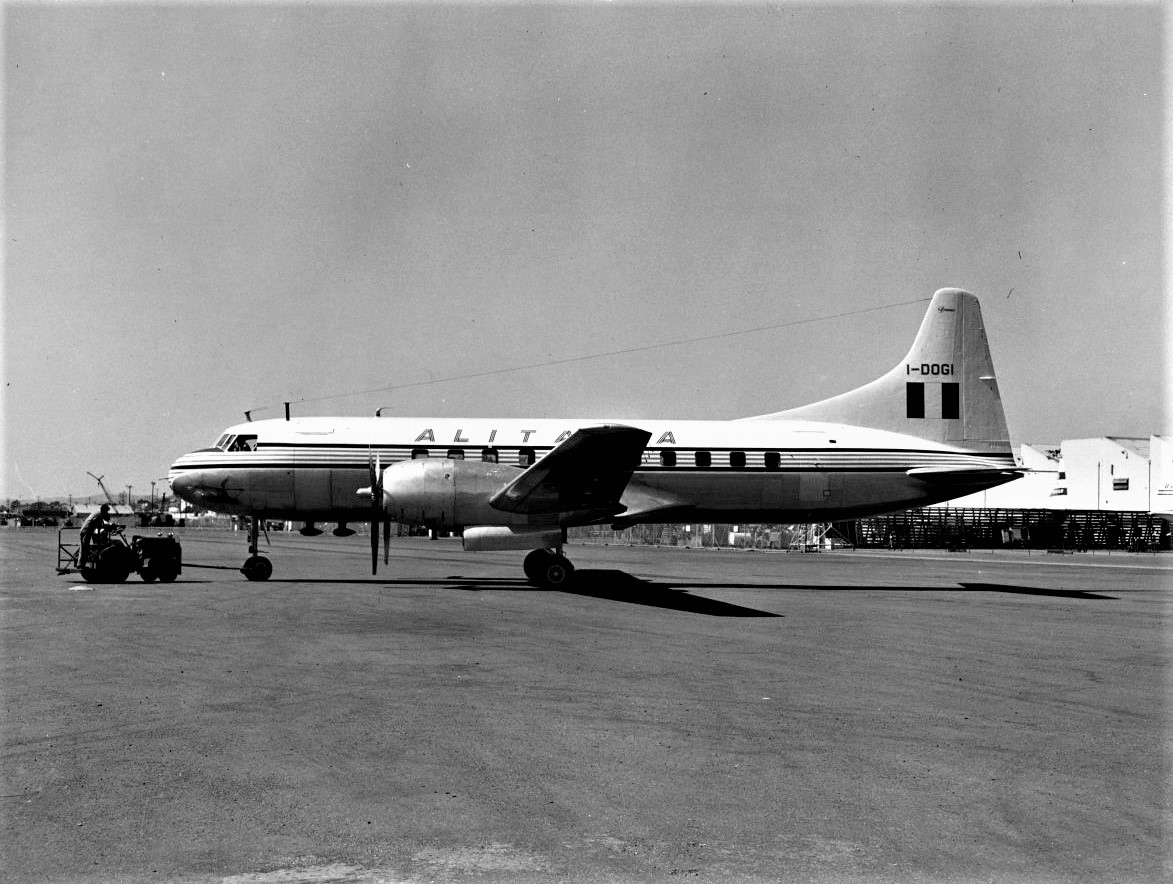
Convair CV-340 der Alitalia

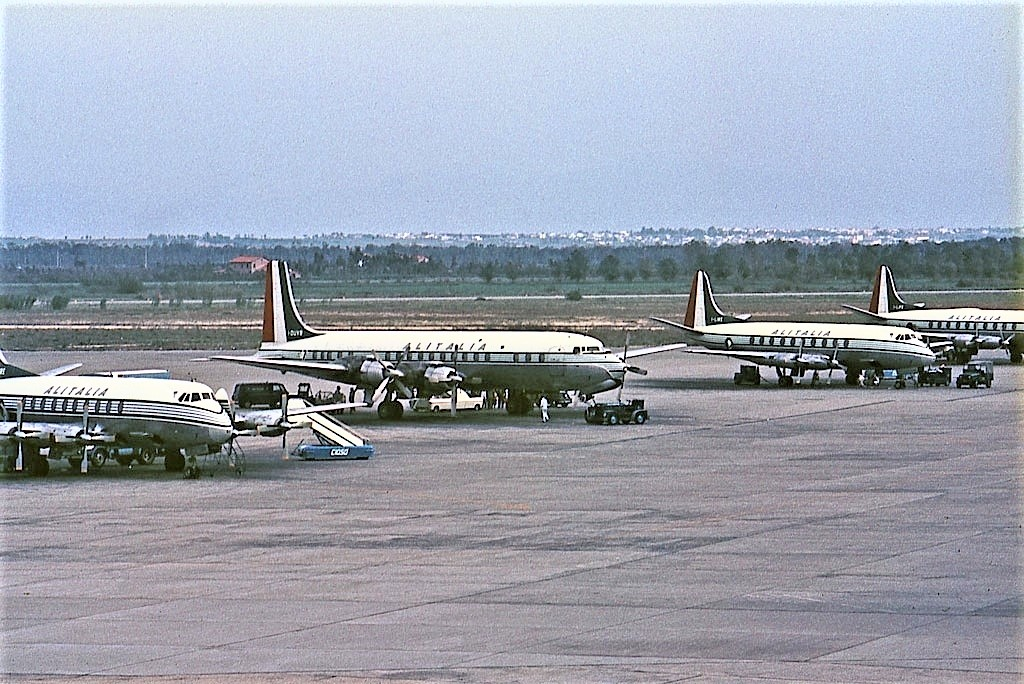
Eine Douglas DC-7C und 3 Vickers Viscount der Alitalia, Rom 1965

Bis zum Zweiten Weltkrieg war die Ala Littoria Italiens nationale Fluggesellschaft. Nach dem Krieg übernahm Alitalia ihre Rolle. Die Namen der beiden Unternehmen basieren auf dem italienischen Wort ala, im Plural ali, was „Flügel“ bedeutet. Alitalia lässt sich somit als „Flügel Italiens“ oder Italian Wings interpretieren.
Während der bis 1947 andauernden Besatzungszeit versuchten italienische Geschäftsleute und staatliche Stellen, die kommerzielle Luftfahrt in Italien wiederzubeleben. In Erwartung einer baldigen Aufhebung des alliierten Flugverbots entstanden einige private Fluggesellschaften wieder, darunter die SISA, die Transadriatica und die Avio Linee Italiane, die sich 1949 zusammen mit der Airone zur ALI-Flotte Riunite zusammenschlossen.
Am 11. Februar 1946 gründete die italienische Regierung zusammen mit der amerikanischen Fluggesellschaft TWA die Linee Aeree Italiane (LAI). Jeweils 40 Prozent der Unternehmensanteile hielten das italienische Regierungsinstitut für den industriellen Wiederaufbau (IRI) und die TWA, den Rest private italienische Investoren. Die LAI entstand in der Absicht, eine neue nationale Fluggesellschaft aufzubauen und damit den kommerziellen italienischen Luftverkehr auch durch die Eingliederung anderer Fluggesellschaften unter Kontrolle zu bringen. Die Fluggesellschaft nahm im April 1947 vom Flugplatz Rom-Urbe aus mit einigen Douglas DC-3 den Flugbetrieb auf vielen Inlandsstrecken auf, kurz darauf folgten die ersten internationalen Flüge nach Athen, Istanbul und Tunis. Die Indienststellung der Douglas DC-6, mit der erste Linienflüge in die USA durchgeführt wurden, machte 1950 den Umzug auf den etwas größeren Flughafen Rom-Ciampino erforderlich. Im Jahr 1952 übernahm LAI die Fluggesellschaft ALI-Flotte Riunite.
Auf die italienisch-amerikanische Gründung der Linee Aeree Italiane folgte am 16. September 1946 die Gründung der italienisch-britischen Aerolinee Italiane Internazionali, kurz Alitalia. British European Airways hielt 40 Prozent des Startkapitals, das italienische Regierungsinstitut IRI 47,5 Prozent, die restlichen 12,5 Prozent gingen an private Investoren. Am 5. Mai 1947 nahm Alitalia mit einer Fiat G.12 auf der Strecke Turin–Rom–Catania den Flugbetrieb auf. Am 6. Juli 1947 führte eine Savoia-Marchetti SM.95 den ersten internationalen Flug der Alitalia von Rom-Ciampino nach Oslo durch. Am 26. Mai 1948 erfolgte mit einer Avro Lancastrian der erste Transatlantikflug von Mailand über Rom, Dakar, Natal, Rio de Janeiro und São Paulo nach Buenos Aires. In den folgenden Jahren setzte Alitalia auch Flugzeuge der Typen Douglas DC-4, DC-6, Convair CV-340 und CV-440 ein.
In den 1950er Jahren wurde immer deutlicher, dass die aus der Besatzungszeit herrührende Existenz zweier nationaler Fluggesellschaften vor allem wirtschaftlich wenig Sinn hatte, auch wenn die jeweiligen Streckennetze unterschiedliche Schwerpunkte hatten: beispielsweise flog nur die zunächst erfolgreichere und angesehenere LAI nach Nordamerika, während Alitalia die Strecken nach Südamerika und nach Ost- und Südafrika überlassen wurden. Die geplante Fusion scheiterte zunächst, weil IRI nicht die Aktienmehrheit an den Unternehmen besaß. Durch Kapitalerhöhungen und den Erwerb von Anteilen privater Investoren gelang es schließlich, die LAI aufzulösen, die in den 1950er Jahren einige schwere Unfälle zu verzeichnen hatte. Bis Ende Oktober 1957 übernahm Alitalia das (von der Fusion wenig begeisterte) Personal, das Gerät und die Flugstrecken der LAI. Zu den sechs DC-6B und den sechs Convair 340/440 der Alitalia stießen fünf DC-6, sechs Vickers Viscount und zwölf Douglas DC-3 der LAI. Das Unternehmen nannte sich fortan Alitalia – Linee Aeree Italiane.

### Jet-Zeitalter

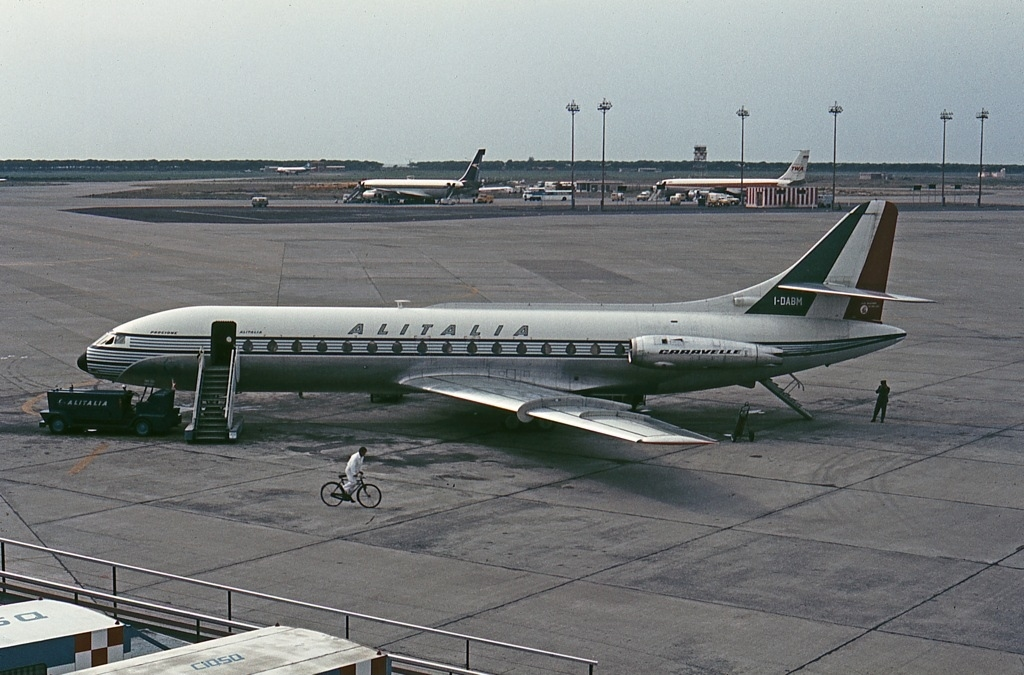
Sud Aviation Caravelle der Alitalia, 1962

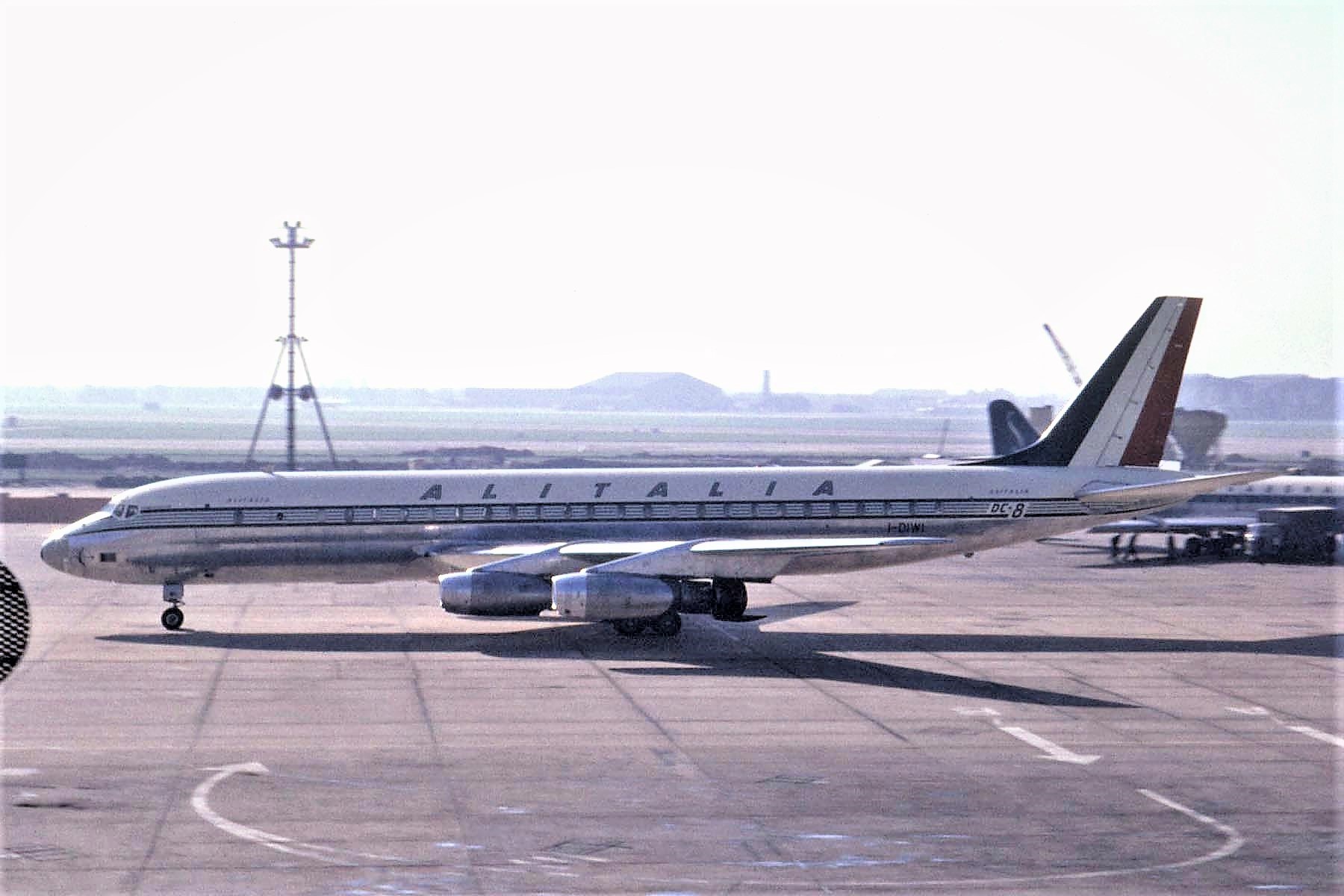
Douglas DC-8-42 der Alitalia, 1963

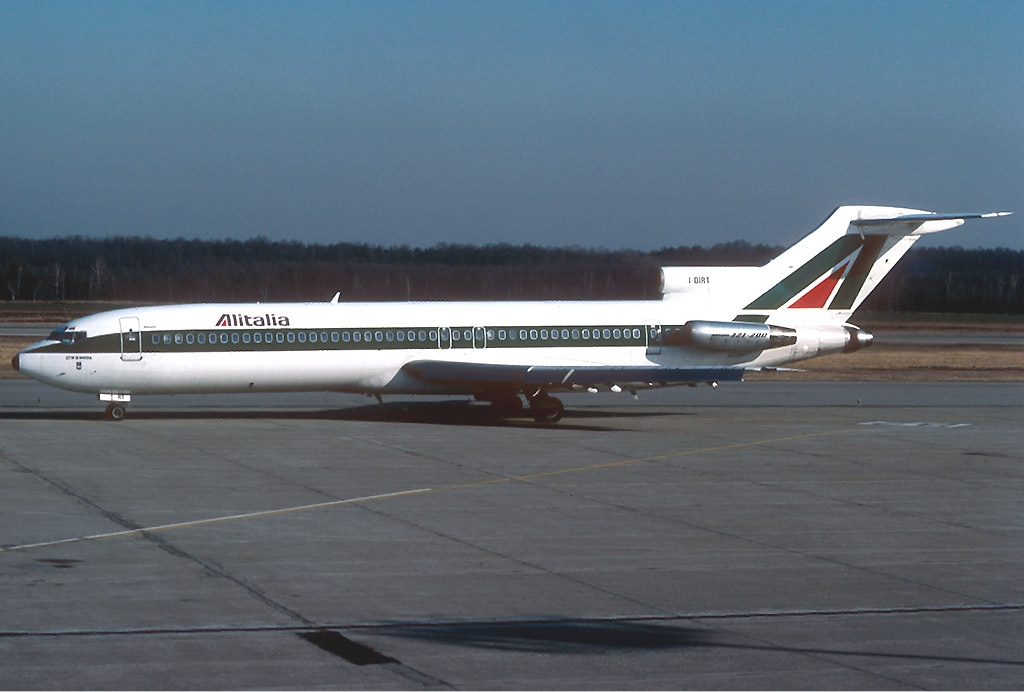
Boeing 727-200 der Alitalia, 1980

Dank der Zusammenlegung und des weiter vorangetriebenen Unternehmensausbaus gelang es Alitalia bald, sich als eine der führenden Fluggesellschaften Europas zu etablieren. Die Olympischen Spiele in Rom trugen dazu bei, dass die Fluggesellschaft 1960 erstmals mehr als eine Million Passagiere pro Jahr befördern konnte. Nachdem man 1957 die ersten von sechs bestellten Douglas DC-7 in Dienst gestellt hatte, begann bei Alitalia am 28. April 1960 das Jetzeitalter mit der ersten von 15 Douglas DC-8-43, die ab 1967 um elf DC-8-62 ergänzt wurden. Mit den DC-8 erreichte das Streckennetz der Alitalia alle bewohnten Kontinente. Am 29. April 1960 wurde die erste von 21 Sud Aviation Caravelle für Kurz- und Mittelstreckenflüge in Dienst gestellt. Bis 1969 wurden alle bisher genutzten Propellermaschinen ausgemustert. Anfang 1961 zog Alitalia von Rom-Ciampino auf den neuen Flughafen Rom-Fiumicino um, wo in der Folge ein Ausbildungs- und Wartungszentrum entstanden. Die Ausbildung der Piloten übernahm die Alitalia-Verkehrsfliegerschule in Brindisi, die 1980 nach Alghero auf Sardinien verlegt und 2005 dort aufgelöst wurde.
Ende 1959 gründete Alitalia die Società Aerea Mediterranea (SAM) als Tochtergesellschaft wieder. Die erstmals 1928 entstandene SAM war eine der Fluggesellschaften, aus der 1934 von der Regierung die Ala Littoria gebildet wurde. Der neuen SAM übertrug man von 1960 bis 1976 den Charterflug und bei Bedarf einige Inlandsverbindungen. In der Regel erhielt SAM ausrangiertes Fluggerät des Mutterunternehmens, moderneres nur zeitweise bei besonderem Bedarf. Darüber hinaus gründete Alitalia mit ihrem Hauptaktionär IRI im Dezember 1963 die Tochtergesellschaft Aero Trasporti Italiani (ATI), die ab Juni 1964 mit einigen Fokker F-27 Inlandsflüge anbot, insbesondere in Süditalien. Bis zur Wiedereingliederung in Alitalia im Jahr 1994 übernahm ATI mit F-27, Douglas DC-9, McDonnell Douglas MD-80 und ATR 42 einen Großteil des Inlandsverkehrs, flog zuletzt aber auch einige Ziele im europäischen Ausland an. ATI bot im Inland nur reduzierte Serviceleistungen an, weswegen Kosten und Preise unter denen von Alitalia gehalten werden konnten. Auch hier kam es zwischen Mutter- und Tochterunternehmen zu bedarfsabhängigem Austausch, insbesondere bei den DC-9 und MD-80. Einige DC-9 gingen von 1981 bis 1985 an die kurzlebige Tochtergesellschaft Aermediterranea. Eine weitere Alitalia-Tochter, die auch (umgebaute) Maschinen der Muttergesellschaft nutzte, war Alitalia Cargo.
Am 14. März 1969 gründeten Alitalia, Air France, Lufthansa und Sabena das ATLAS-Konsortium, um die Schulungs-, Betriebs- und Wartungskosten bei der Einführung der bestellten Boeing 747 und McDonnell Douglas DC-10 so gering wie möglich zu halten. Die Unternehmen teilten hierzu die Wartungsarbeiten sowie die Ersatzteilbeschaffung untereinander auf und legten einheitliche Standards bei den verwendeten Komponenten fest. Alitalia erhielt ihre erste Boeing 747-100 im Mai 1970, die DC-10-30 folgten ab 1973. Bis 1982 lösten acht 747-200B und acht DC-10-30 die verbliebenen DC-8-62 vollständig ab. Für den Kurz- und Mittelstreckenbereich erhielt der Alitalia-Konzern zwischen 1967 und 1975 insgesamt 52 Douglas DC-9-32; ab 1976 folgten 18 Boeing 727-200, ab 1980 zunächst acht, später dann sechs weitere Airbus A300B4-200.
Im Jahr 1983 stellte der Konzern die ersten beiden von insgesamt 90 McDonnell Douglas MD-82 in Dienst, die zunächst den Platz der Boeing 727 und dann schrittweise auch den der Douglas DC-9 einnahmen. Die 14 Airbus A300 ersetzte man Mitte der 1990er Jahre durch 23 Airbus A321-100. Nachdem man die DC-10 bis 1986 ausgemustert hatte, deckten zwölf Boeing 747-200 die Langstrecken allein ab, bis 1991 die erste von acht McDonnell Douglas MD-11 eintraf, welche ab 1995 noch durch 14 Boeing 767-300ER ergänzt wurden.

### Wirtschaftliche Probleme ab den 1990ern

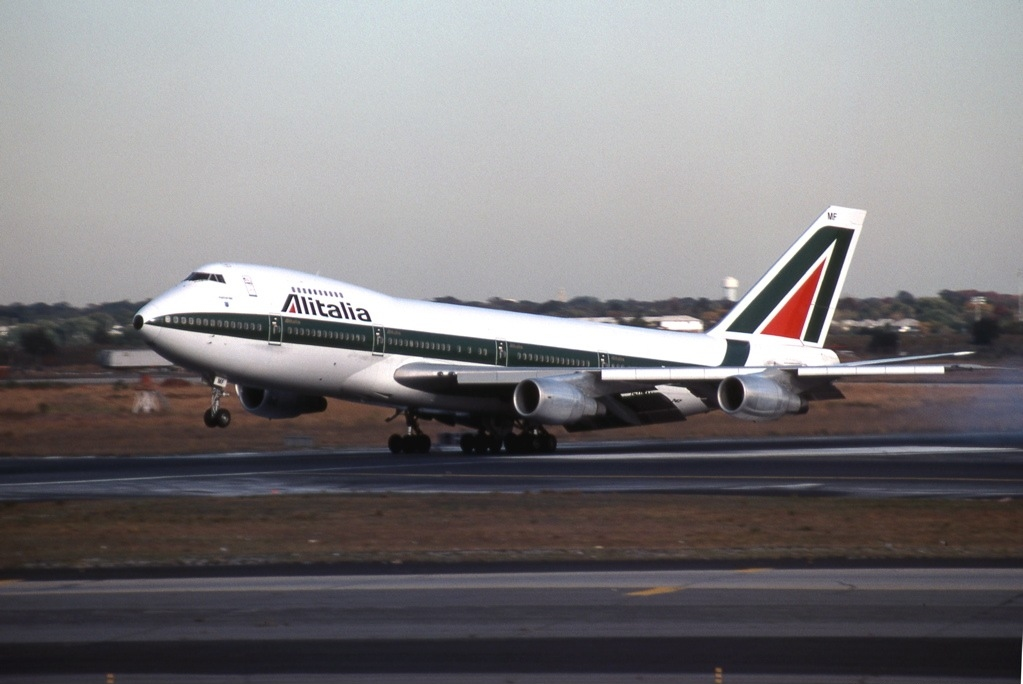
Boeing 747-200 der Alitalia, 1984

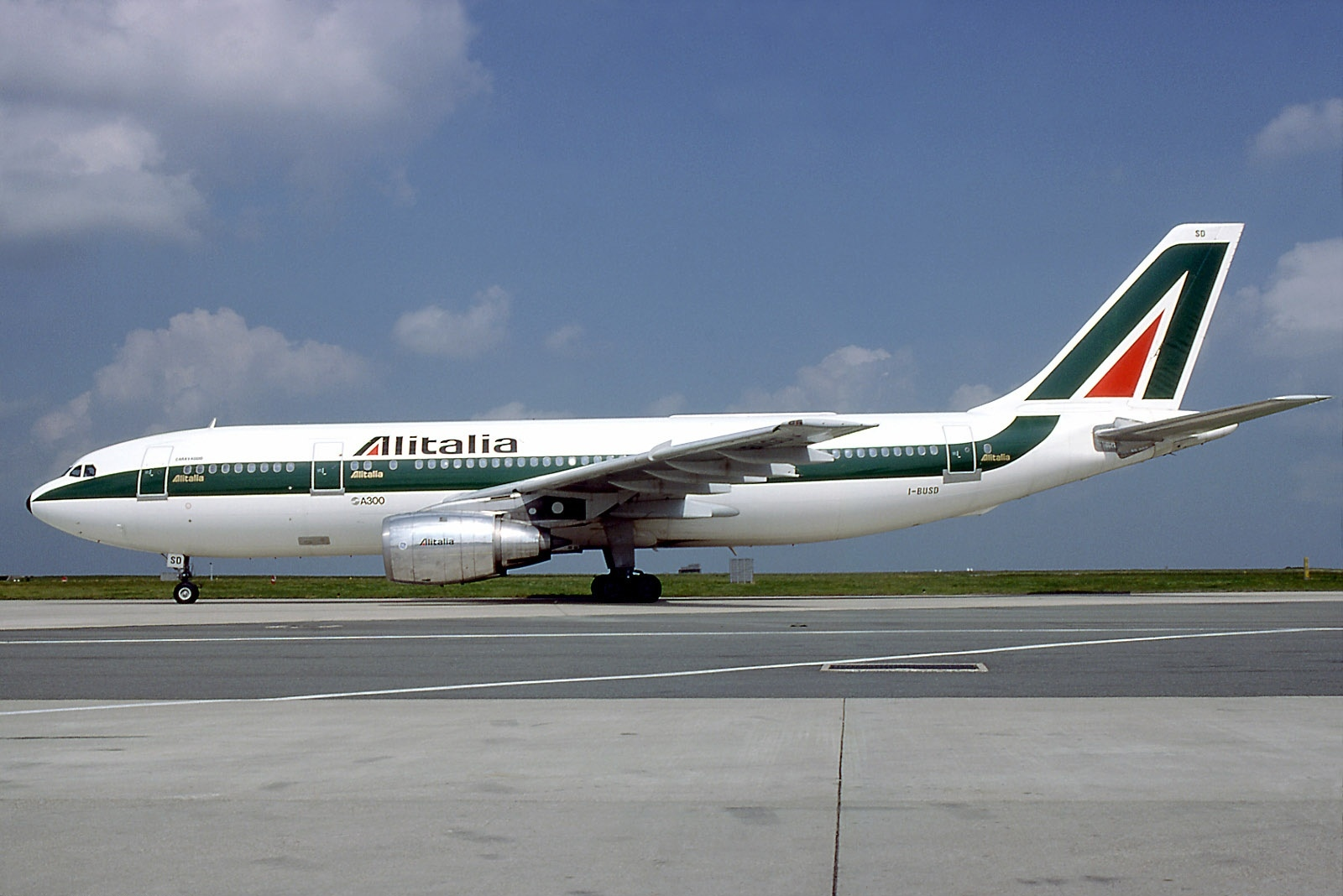
Airbus A300B4-200 der Alitalia, 1985

Alitalia operierte Anfang der 1990er Jahre mit enormen Verlusten. Ein Grund hierfür war die Einflussnahme politischer Kreise auf das damalige Staatsunternehmen. Diese Einflussnahme trug zu einem aufgeblähten Verwaltungsapparat, ineffizienten Unternehmensstrukturen und geringer Produktivität bei. Die Flottenpolitik und das Streckennetz richteten sich nicht immer nach betriebswirtschaftlichen Grundsätzen aus. Der Staatsholding IRI, Hauptaktionärin der Alitalia, gehörten auch italienische Flugzeugbauunternehmen, die unter anderem für McDonnell Douglas als Zulieferer tätig waren, weswegen Alitalia an externe industriepolitische Ziele gebunden war. Unter diesen Gesamtumständen konnte es kaum gelingen, im zunehmend liberalisierten Luftverkehrsmarkt insbesondere gegen die aufkommende Konkurrenz der neuen Billigfluggesellschaften zu bestehen. Alitalia positionierte sich in mancher Hinsicht schließlich in einem Bereich zwischen den klassischen Fluggesellschaften und den „Low-Cost-Carriern“. Streiks gegen notwendige Konsolidierungs- und Rationalisierungsmaßnahmen, Verspätungen und nachlassender Service führten zu einem Ansehensverlust des Unternehmens.
Ab 1998 verlagerte Alitalia den Schwerpunkt ihrer Tätigkeit wegen des höheren Aufkommens an Business-Class-Passagieren vom traditionellen Drehkreuz in Rom-Fiumicino schrittweise auf den Flughafen Mailand-Malpensa. Der gewünschte Erfolg blieb aus, weil der stadtnahe alte Flughafen Mailand-Linate nicht geschlossen wurde und potenzielle Kunden aus anderen norditalienischen Städten wegen zahlreicher Direktverbindungen zu anderen europäischen Drehkreuzen auf lange Anfahrtswege nach Malpensa verzichteten. Da auch Rom-Fiumicino als Drehkreuz beibehalten wurde, verzettelte sich Alitalia zwischen diesen beiden. Belastend auf die ganze Branche wirkten sich die Terroranschläge am 11. September 2001, militärische Konflikte und die Entwicklung des Ölpreises aus.
Nachdem Aermediterranea 1985 von ATI und diese 1994 von der Muttergesellschaft Alitalia übernommen worden war, kooperierte diese einige Zeit mit der Regionalfluggesellschaft Avianova, die dann 1997 in Alitalia Express aufging. Im Chartergeschäft kooperierte Alitalia einige Zeit mit Eurofly, später mit Volare und Air Europe. Die Zusammenarbeit mit der ungarischen Malév, an der sich Alitalia mit dreißig Prozent beteiligt hatte, endete 1997 nach knapp fünf Jahren. Im Rahmen eines ersten Privatisierungsversuches begannen Alitalia und die niederländische KLM Ende 1998 eine enge Kooperation, die auf die Drehkreuze Amsterdam, Mailand und Rom ausgerichtet war. Die Kooperation endete wegen der strategischen Probleme in Malpensa und mangels Vollprivatisierung der Alitalia vor Gericht und KLM musste 2002 schließlich Schadensersatz leisten. Nachdem Alitalia in Abstimmung mit Air France am 27. Juli 2001 der Luftfahrtallianz SkyTeam beigetreten war, wurde KLM ab 2004 im Rahmen von Air France-KLM in der Allianz wieder zum Partner.
Im Inneren versuchte Alitalia ab 1996, die Lohnkosten durch das neue Unternehmen Alitalia Team zu senken. Alitalia Team sollte den gesamten Flugbetrieb übernehmen, die Belegschaft durch Belegschaftsaktien und mehr Mitbestimmung entschädigt werden. Die Operation wurde nur zum Teil umgesetzt, brachte aber für den Konzern neben mittelfristigen Kostenvorteilen vier Jahre Frieden mit den einflussreichen Gewerkschaften. Hinzu kam eine Kapitalerhöhung, in deren Rahmen die staatliche IRI 37 Prozent ihrer Alitalia-Aktien veräußerte. Alitalia erholte sich Ende der 1990er Jahre etwas; die Probleme in Malpensa und mit KLM trübten die Lage aber schnell wieder ein. Ab 2001 flog Alitalia wieder enorme Verluste ein. Flugzeuge mussten stillgelegt werden, Routen wurden gestrichen, Personal drastisch abgebaut, Immobilien verkauft und Kapitalerhöhungen durchgeführt. Ab 2002 wurden die Boeing 747 durch zehn neue Boeing 777-200ER ersetzt, 2004 drei MD-11 verkauft sowie die übrigen fünf zu Frachtflugzeugen umgebaut und an Alitalia Cargo abgegeben. Die alternden MD-82 konnten nur sehr langsam durch neue Flugzeuge der Airbus-A320-Familie ersetzt werden. Alitalia hielt jedoch, auch wegen politischer Einflussnahmen, an dem ruinösen Drehkreuzsystem zwischen Fiumicino, Malpensa und Linate fest.

### Privatisierung und Sanierungsversuche ab 2008

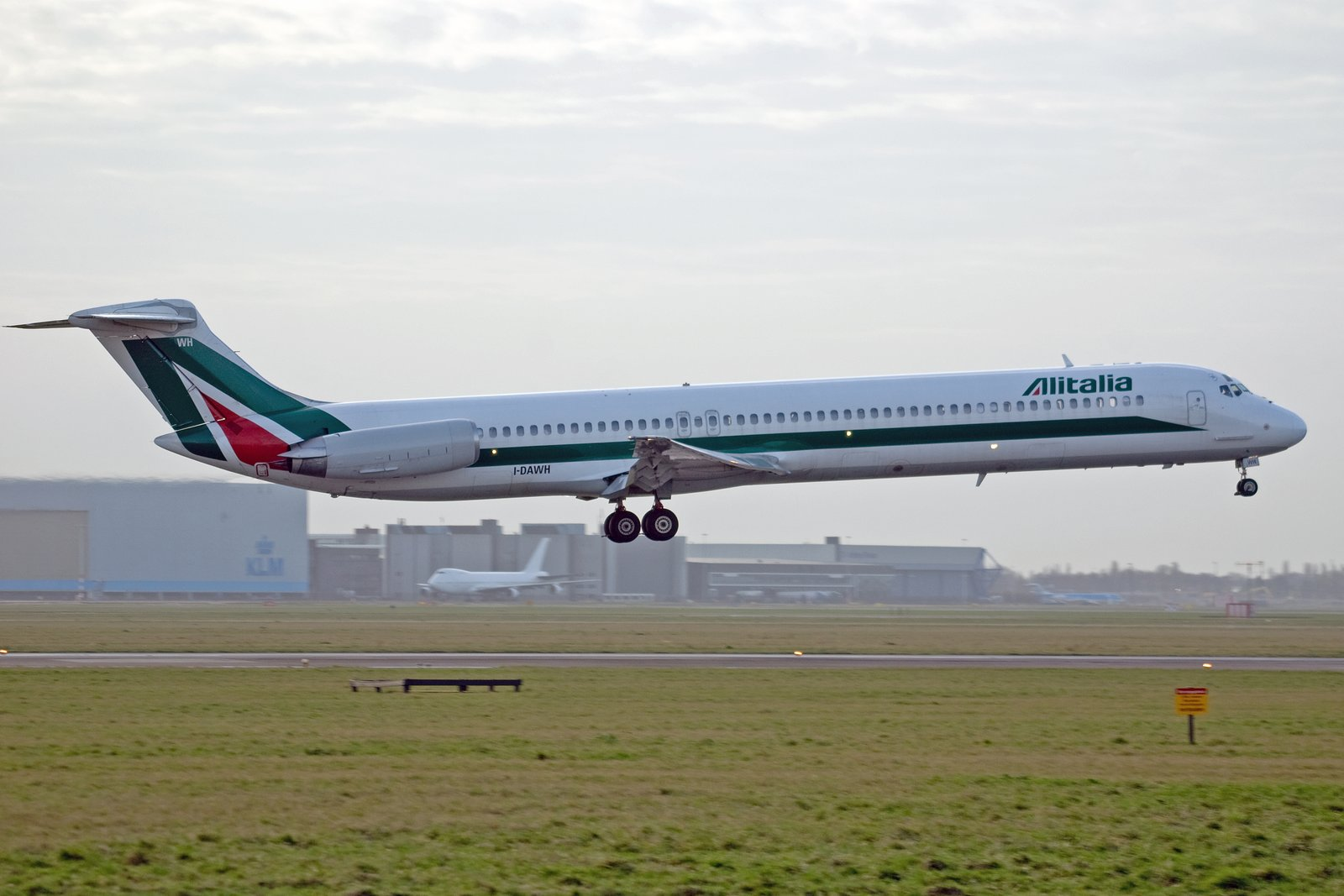
McDonnell Douglas MD-82 der Alitalia, 2008

Im Januar 2007 leitete die italienische Regierung den Verkauf von mindestens 30,1 Prozent des von ihr über das Wirtschafts- und Finanzministerium noch gehaltenen Aktienpaketes (49,9 %) mit dem mittelfristigen Ziel ein, die Gesellschaft vollständig zu privatisieren. An dem Bieterverfahren beteiligte sich der SkyTeam-Partner Air France-KLM nicht. Ein im Oktober 2007 gestarteter zweiter Verkaufsversuch scheiterte nach Übernahmeverhandlungen mit Air France-KLM am 2. April 2008 erneut, vor allem am Widerstand der Politik und der Gewerkschaften.

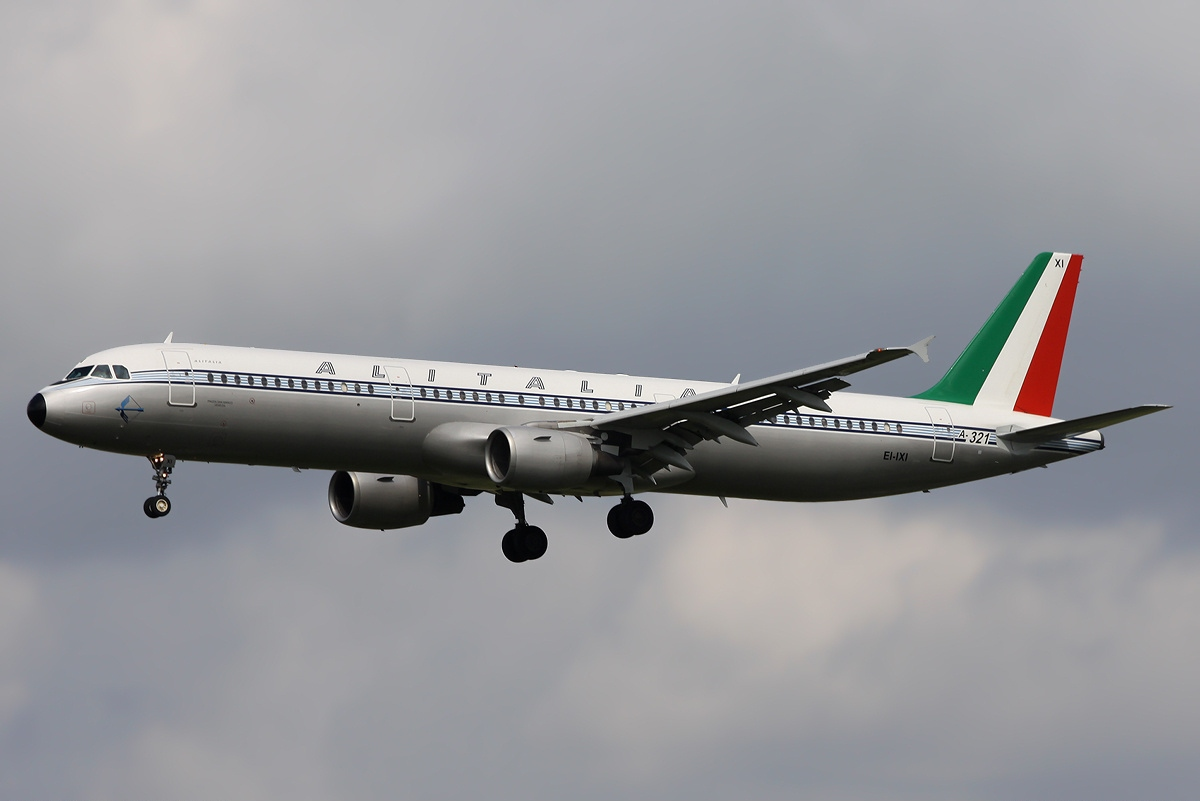
Airbus A321-100 der Alitalia in Retrobemalung

Am 26. August 2008 wurde bekannt, dass zur Sanierung der Alitalia die neue Betreibergesellschaft Compagnia Aerea Italiana (CAI) gegründet wird. Die aus 16 Investoren bestehende Gruppe unter der Regie der italienischen Bankengruppe IntesaSanpaolo sollte mit einer Investition von einer Milliarde Euro die operativen Aktivitäten von Alitalia retten und die rentablen Bereiche der Airline übernehmen. Des Weiteren sollten die defizitären Bereiche ausgelagert sowie etwa 5.000 der 20.000 Angestellten entlassen und mehrere Dutzend Flugzeuge ausgemustert werden. Geführt wurde CAI von dem Unternehmer Roberto Colaninno.
Zur Umsetzung der geplanten Sanierung stellte der Verwaltungsrat von Alitalia am 29. August 2008 Antrag auf Insolvenz. Die Details und die Umsetzung des Sanierungsplans waren danach Gegenstand von Verhandlungen, die wiederum am Widerstand der Gewerkschaften scheiterten. CAI zog am 18. September 2008 ihr Angebot zurück. Wegen der Drohung der italienischen Luftfahrtbehörde ENAC, die Fluglizenz zu entziehen, wurden die Verhandlungen jedoch wenige Tage später wieder aufgenommen. Nachdem die italienische Regierung den Gewerkschaften eine Abfindung von vier Milliarden Euro bereitgestellt hatte, unterschrieben sämtliche neun Gewerkschaften schließlich am 29. September 2008 den Sanierungsplan.
Die so genannte „bad company“ flog noch bis 12. Januar 2009. Dann wurden die im Sanierungsplan definierten Unternehmensteile und auch die zweitgrößte italienische Fluggesellschaft Air One von der Compagnia Aerea Italiana übernommen. Die neue Fluggesellschaft firmierte nun unter dem Namen „Alitalia – Compagnia Aerea Italiana S.p.A.“ Air France-KLM hielt an dem neuen Unternehmen 25 Prozent und war damit größter Einzelaktionär. Die restlichen Aktien hielt die italienische Investorengruppe um Roberto Colaninno.
Die neue Alitalia strich über ein Viertel der internationalen Flüge; die Anzahl der Flugzeuge wurde auf 148 (statt 173 der alten Alitalia und 55 der AirOne), die Belegschaft auf 12.500 Angestellte reduziert. Im ersten Jahr wurde ein Verlust von 326 Millionen Euro verzeichnet, der Umsatz 2009 betrug 2,9 Milliarden Euro. Es wurden 21,8 Millionen Passagiere befördert, was einer Auslastung von 65 Prozent entspricht.
Im Juli 2010 trat Alitalia dem Transatlantik-Bündnis von Air France-KLM und Delta Air Lines bei, womit bei Transatlantikflügen enger zusammengearbeitet werden kann.
Im September 2013 wurde ein zusätzlicher Kapitalbedarf von etwa 400 Millionen Euro gemeldet. Bereits im Juni waren Gehaltskürzungen für Belegschaft und Vorstand beschlossen worden. Im Oktober spitzte sich die Lage zu; die Gesellschaft, so hieß es, soll seit 2009 über eine Milliarde Euro neue Schulden angesammelt haben und daher dringend eine Finanzspritze benötigen. Ende 2013 kündigte Poste Italiane eine Beteiligung an Alitalia an; im Rahmen einer Kapitalerhöhung übernahm das Postunternehmen rund 20 Prozent der Anteile. Anfang 2014 hielten die Großbanken Intesa Sanpaolo und Unicredit 20,6 und 13,0 Prozent der Anteile, die Beteiligung von Air France sank von 25 auf 7,1 Prozent. Im Februar 2014 hieß es, Alitalia wolle jede siebte Stelle streichen und Etihad Airways erwäge, 40 bis 49 Prozent der Anteile zu kaufen.
Im Herbst 2014 übernahm Alitalia aus wirtschaftlichen Gründen die Flüge der Air One. Zum 30. September wurden die Basen der Air One in Catania, Palermo und Venedig geschlossen, während die verbliebenen Stationen in Mailand, Verona und Pisa zum 30. Oktober den Betrieb einstellten.

### Einstieg von Etihad Airways und Insolvenz

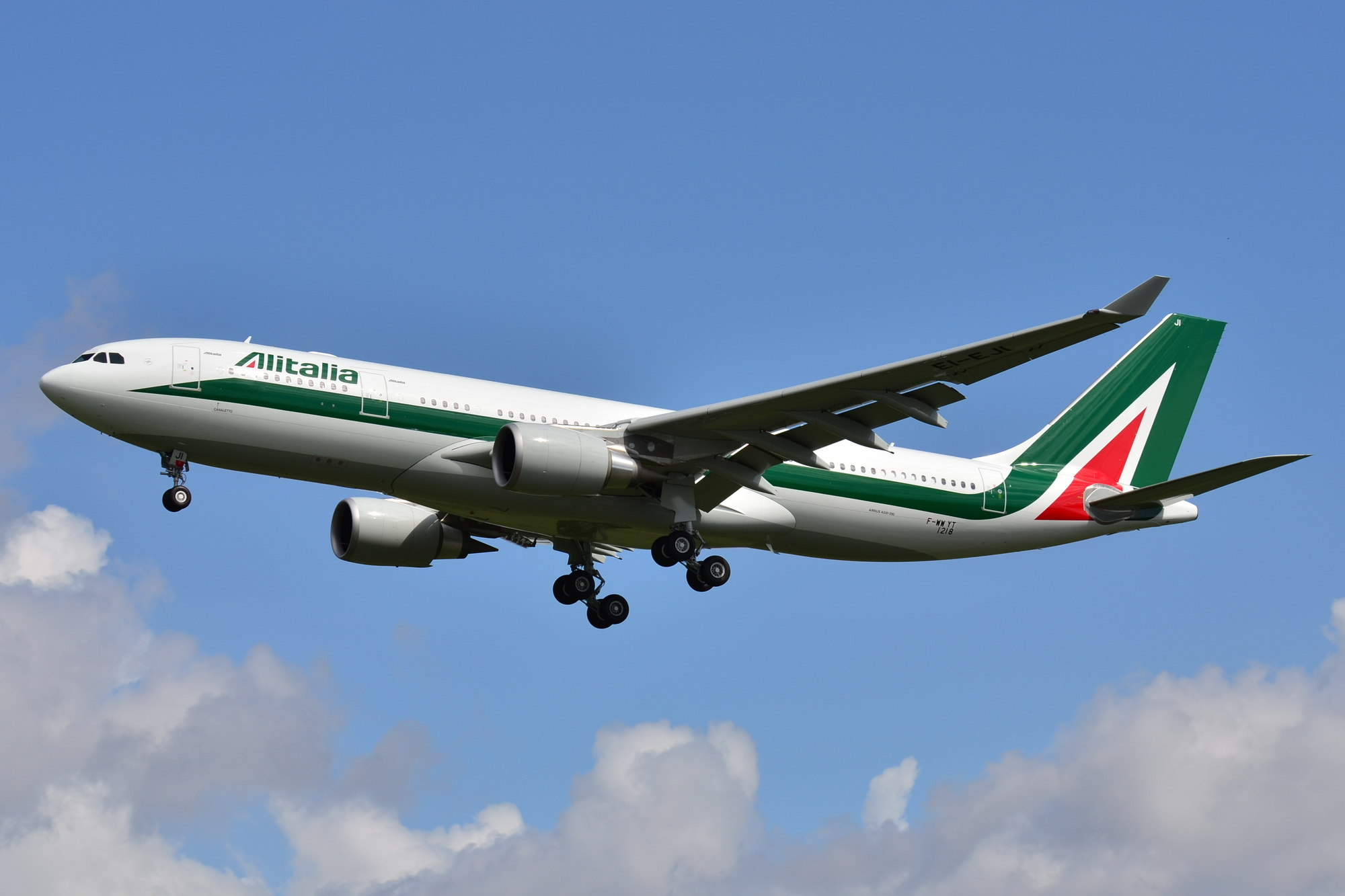
Airbus A330-200 der Alitalia im alten Farbschema

Im August 2014 wurde der Einstieg von Etihad Airways bekannt, wofür die neue Betriebsgesellschaft Società Aerea Italiana (SAI) entstand. Die Europäische Kommission bewilligte die Übernahme von 49 Prozent der Unternehmensanteile durch Etihad Airways mit der Auflage, dass Alitalia auf der Strecke Rom–Belgrad Slots wegen drohender Monopolstellung an die Konkurrenz verkaufen muss. Alitalia – SAI nahm den Betrieb am 1. Januar 2015 auf.
Noch im Januar 2015 wurde bekannt, dass Alitalia grundsätzlich umgebaut werden sollte. Auf dem bisherigen Drehkreuz Rom-Fiumicino sollte das Angebot erweitert werden, von Mailand-Malpensa aus waren zusätzliche Langstreckenflüge vorgesehen, von Mailand-Linate aus vorwiegend Mittelstreckenflüge nach Süditalien und zu etlichen europäischen Hauptstädten, insbesondere zu den Drehkreuzen der damaligen Etihad-Partner Air Serbia, Air Berlin und deren Tochter Niki Luftfahrt. Flüge zum Etihad-Drehkreuz Abu Dhabi sollte es nicht nur von Rom-Fiumicino und Mailand-Malpensa aus geben, sondern auch ab Venedig, Bologna und Catania. Geplant waren zusätzliche Langstreckenflugzeuge, eine neue Marke mit einem neuen Erscheinungsbild und eine vertiefte Zusammenarbeit mit Etihad Airways.
Im Mai 2015 stellte Alitalia die 2007 aufgenommene enge Kooperation mit Air France-KLM ein, da es keine ausreichenden Synergieeffekte für eine Fortführung gegeben habe.
Alitalia führte 2015 ein neues Corporate Design ein. Der seit 46 Jahren existierende grüne Streifen entlang des Rumpfes entfiel.
Im März 2017 stellte das Management, angesichts lang anhaltender Verluste, einen erneuten „Rettungsplan“ vor, der am 25. April 2017 von zwei Dritteln der Gewerkschaftsmitglieder abgelehnt wurde. Am 2. Mai 2017 entschied das Management einstimmig, einen Antrag auf staatliche Verwaltung zu stellen, und ging in die Insolvenz. Da Ende Juli eine Frist für unverbindliche Kaufangebote abgelaufen war, rief die Gesellschaft Anfang August 2017 in mehreren Zeitungen und im Internet Interessenten an ihr zu verbindlichen Kaufangeboten auf. Dabei konnten für Teilbereiche des Betriebs als auch für die Gesamtgesellschaft Gebote abgegeben werden.
Im Oktober 2017 verlängerte die italienische Regierung einen Überbrückungskredit in Höhe von 600 Millionen Euro von November 2017 bis September 2018 und gewährte zusätzlich einen 300-Millionen-Euro-Kredit zur Aufrechterhaltung des Flugbetriebs. Diese abermalige Staatshilfe stieß in der italienischen Öffentlichkeit auf heftige Kritik. Die deutsche Lufthansa bestätigte ein Angebot von rund 500 Millionen Euro für große Teile der insolventen Alitalia.
Im Jahr 2019 fanden sich unter den angestrebten Investoren und neuen Eignern die Staatliche Bahngesellschaft Ferrovie dello Stato, das Wirtschaftsministerium, Delta Air Lines sowie die Holding Atlantia.
Auf Grund der Corona-Krise und der verschärften Situation für die globale Luftfahrt war es nicht möglich, einen Investor zu finden. Nach Plänen der italienischen Regierung sollte Alitalia verstaatlicht werden und eine deutliche Flottenreduktion auf rund 30 Maschinen erfahren.
Insgesamt machte die Airline in den letzten Jahren etwa 12 Milliarden Euro Verlust.
Am 25. August 2021 wurde der Ticketverkauf eingestellt. Ab 15. Oktober 2021 wurde Alitalia durch ITA Airways (ITA) ersetzt. ITA übernimmt 52 Flugzeuge von Alitalia samt bestimmten Slots (Anzahl 52) und Verkehrsrechten. Auch 2.800 Mitarbeiter wechseln zur neuen Gesellschaft, etwa ein Viertel der ursprünglich 11.000.
Die Marke „Alitalia“ wurde von ITA für 90 Millionen Euro gekauft.
Der letzte Flug der Alitalia fand nach 74 Jahren Luftfahrtgeschichte am 14. Oktober 2021 statt und führte mit der Nummer AZ1586 von Cagliari nach Rom.
Das Vielfliegerprogramm Mille Miglia, das von der eigenständigen Konzerntochter Alitalia Loyalty betrieben wird, wurde ab November 2021 in einer Auktion angeboten. Als Startgebot wurden 50,6 Millionen Euro aufgerufen. Das Programm hatte zu Auktionsbeginn 6,2 Millionen registrierte Benutzer. Zu den bisherigen Partnern, die zunächst ohne Änderung weiterhin teilnehmen, gehören unter anderem Air France und KLM.

## Alitalia Cargo

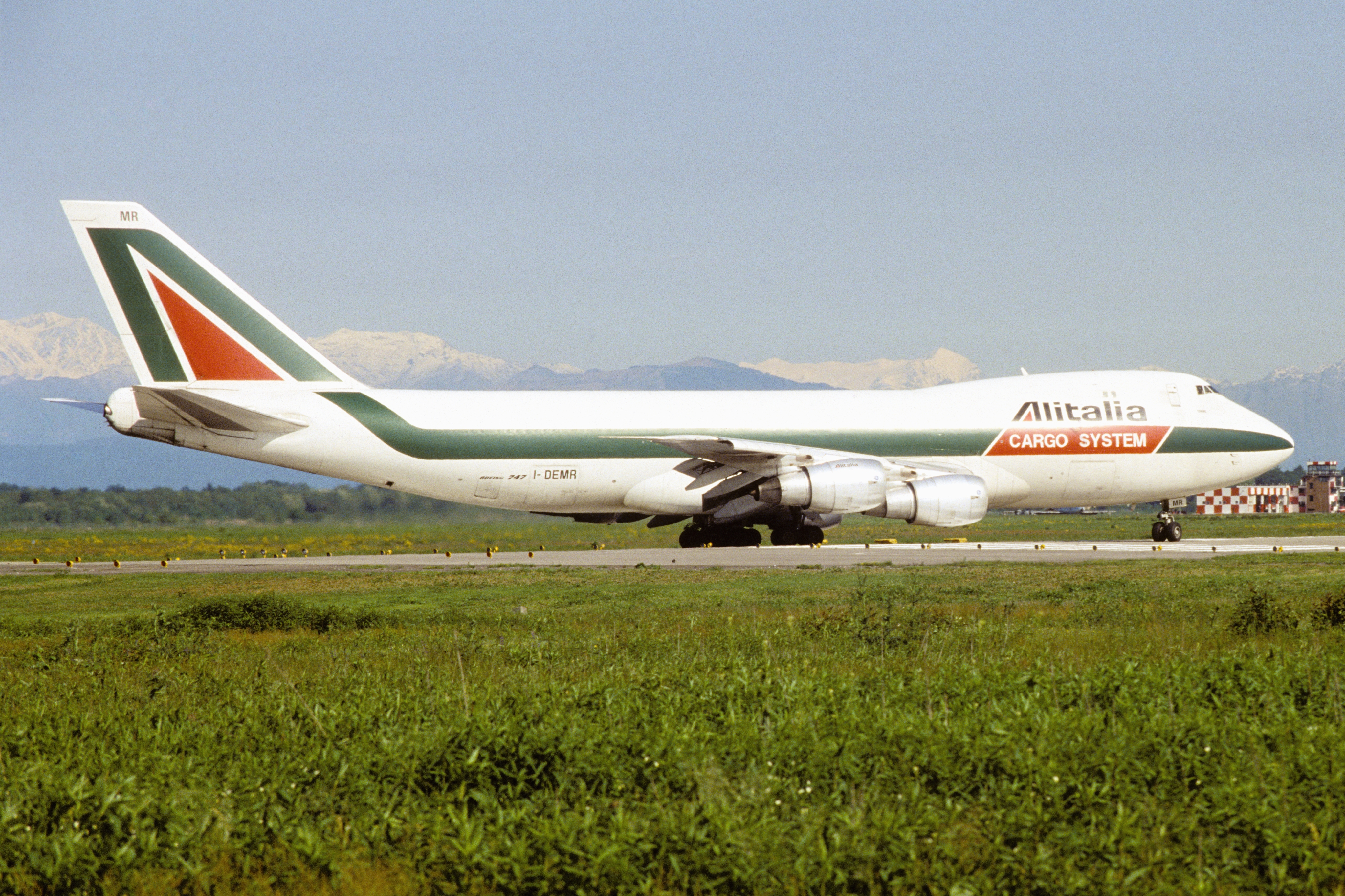
Boeing 747-200F der Alitalia Cargo System

Alitalia Cargo System wurde 1947 von der Alitalia als Frachtsparte des Unternehmens gegründet. Im Lauf der Zeit setzte der Unternehmensbereich eine Reihe von reinen Frachtflugzeugen ein, darunter jeweils zwei Douglas DC-7 und Douglas DC-8-62F, bis zu drei Douglas DC-9-32F und eine Boeing 747-200F. Weitere 747-Frachter betrieb Atlas Air im Wet-Lease für Alitalia-Cargo in deren Farben. Schließlich übernahm Alitalia Cargo von ihrer Muttergesellschaft noch fünf zu Frachtern umgebaute McDonnell Douglas MD-11. Im Jahr 2001 wurde Alitalia Cargo Mitglied im Frachtfluggesellschaftsverbund SkyTeam Cargo.
Der Unternehmensbereich erwirtschaftete Verluste, wie auch die Alitalia selbst. Als sich der italienische Staat Ende 2008 entschied, Alitalia zu privatisieren, kam das Ende. Im Oktober 2008 wurde die Frachtsparte an Cargoitalia verkauft.
Als Alitalia Cargo den Betrieb eingestellt hatte, war ein großer Wettbewerber in der italienischen Lufttransportbranche weggebrochen. Seitdem wurden etliche neue Frachtfluggesellschaften in Italien gegründet. Mittlerweile hat auch Cargoitalia den Flugbetrieb eingestellt.
Die Marke Alitalia Cargo wurde im Januar 2009 erneut von einem Unternehmensbereich innerhalb der Muttergesellschaft übernommen. Alitalia Cargo beförderte Fracht mit den Passagiermaschinen der Alitalia. 2013 wurden rund 65.400 Tonnen Fracht befördert.

## Flugziele

Von Alitalia angeflogene Länder, 2014

Alitalia bediente von ihren drei Drehkreuzen aus Ziele in Afrika, Europa, Süd- und Mittelamerika sowie im Mittleren Osten und Ostasien.
Im deutschsprachigen Raum wurden zuletzt Berlin Brandenburg, Düsseldorf, Frankfurt, Hamburg, München, Genf, Zürich und ab Oktober 2019 Köln/Bonn sowie Stuttgart angeflogen.
Codesharing
Alitalia unterhielt Codeshare-Abkommen innerhalb des SkyTeams und mit folgenden Fluggesellschaften:
- Aeroflot (ST)
- Aerolineas Argentinas (ST)
- Air Corsica
- Air Europa (ST)
- Air France (ST)
- Air Malta
- Air Serbia
- Air Seychelles
- Air Baltic
- All Nippon Airways
- Azerbaijan Airlines
- Azul Linhas Aéreas
- Bulgaria Air
- Blue Air
- China Airlines (ST)
- China Eastern Airlines (ST)
- China Southern Airlines
- Croatia Airlines (SA)
- Czech Airlines (ST)
- Delta Air Lines (ST)
- Etihad Airways
- Flybe
- Gol Transportes Aéreos
- Hainan Airlines
- Air France Hop
- Interjet
- Kenya Airways (ST)
- KLM (ST)
- Korean Air (ST)
- Kuwait Airways
- Luxair (SA)
- Middle East Airlines
- Montenegro Airlines
- Pegasus Airlines
- Royal Air Maroc
- Royal Jordanian
- Saudia (ST)
- SriLankan Airlines
- TAP Air Portugal (SA)
- TAROM
- Uzbekistan Airways
- Vietnam Airlines (ST)
- Virgin Australia
- Xiamen Air

## Flotte

### Flotte bei Betriebseinstellung
Mit Stand Februar 2021 bestand die Flotte der Alitalia aus 89 Flugzeugen mit einem Durchschnittsalter von 14,5 Jahren:
| Flugzeugtyp      | Anzahl | bestellt | Anmerkungen | Sitzplätze (Business/Eco+/Eco) | Durchschnittsalter (Februar 2021) |
| ---------------- | ------ | -------- | ----------- | ------------------------------ | --------------------------------- |
| Airbus A319-100  | 022    |          |             | 138 (—/28/110)                 | 13,8 Jahre                        |
| Airbus A320-200  | 038    |          |             | 165 (—/26/139)                 | 14,1 Jahre                        |
| Airbus A321-100  | 05     |          |             | 200 (—/28/172)                 | 22,1 Jahre                        |
| Airbus A330-200  | 012    |          |             | 256 (20/17/219) 262 (22/—/240) | 11,4 Jahre                        |
| Boeing 777-200ER | 011    |          |             | 293 (30/24/239)                | 17,8 Jahre                        |
| Boeing 777-300ER | 01     |          |             | 382 (30/24/328)                | 11,8 Jahre                        |
| Gesamt           | 89     | –        |             |                                | 14,5 Jahre                        |

Weitere Flugzeuge wurden von der Regionalfluggesellschaft Alitalia CityLiner unter eigener Lizenz betrieben.

Flugzeuge der Alitalia bei Betriebseinstellung
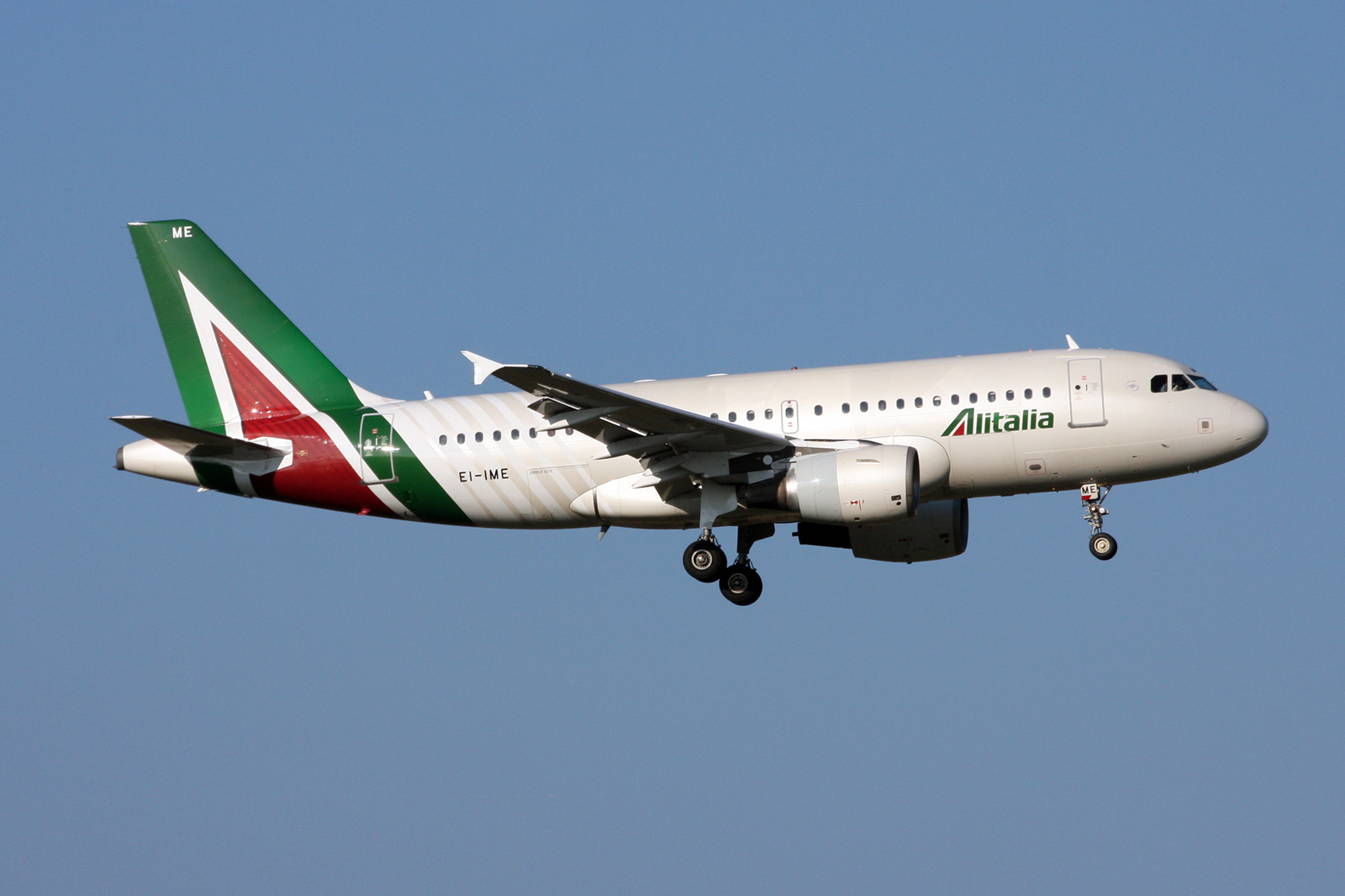
Airbus A319-100 der Alitalia
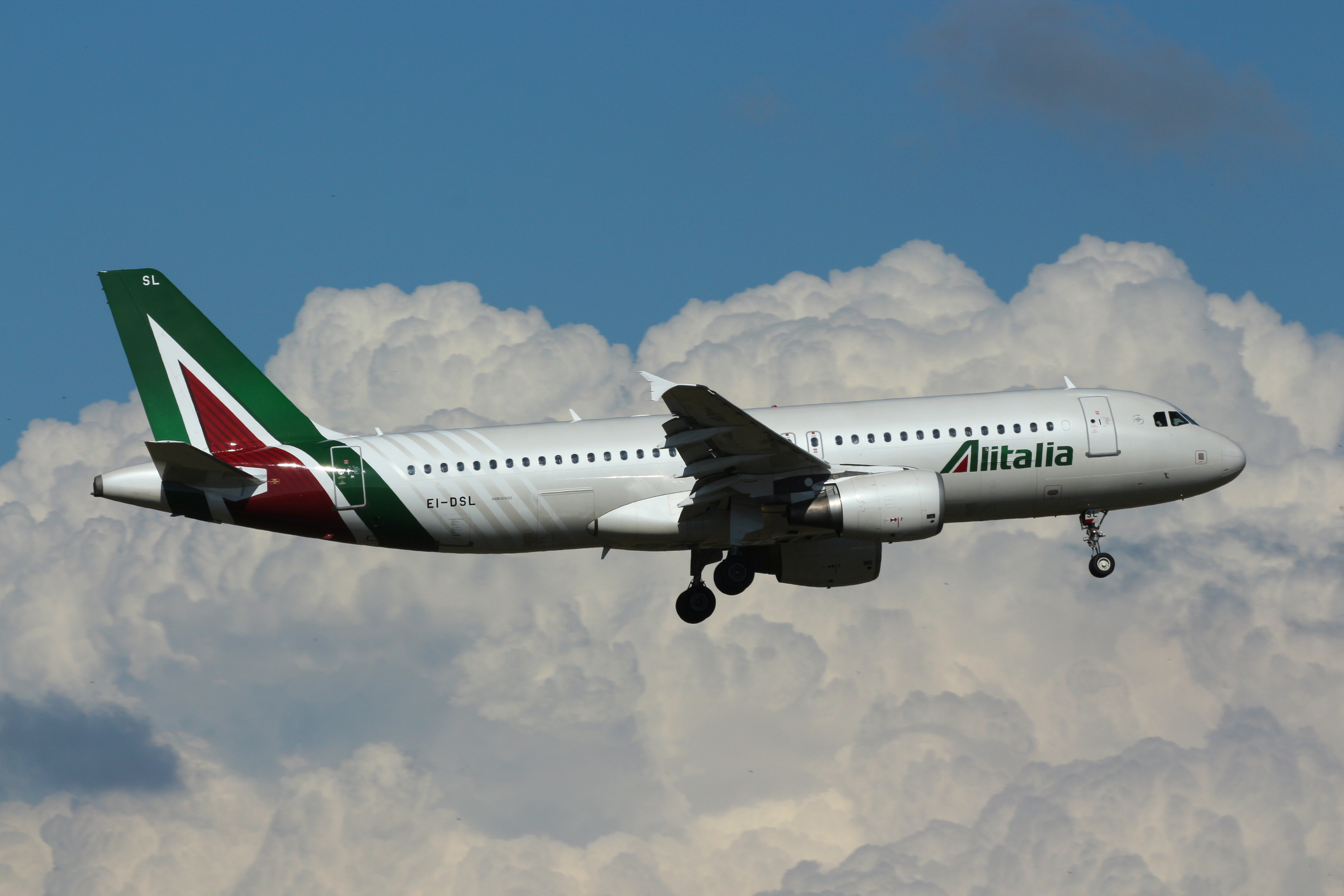
Airbus A320-200 der Alitalia
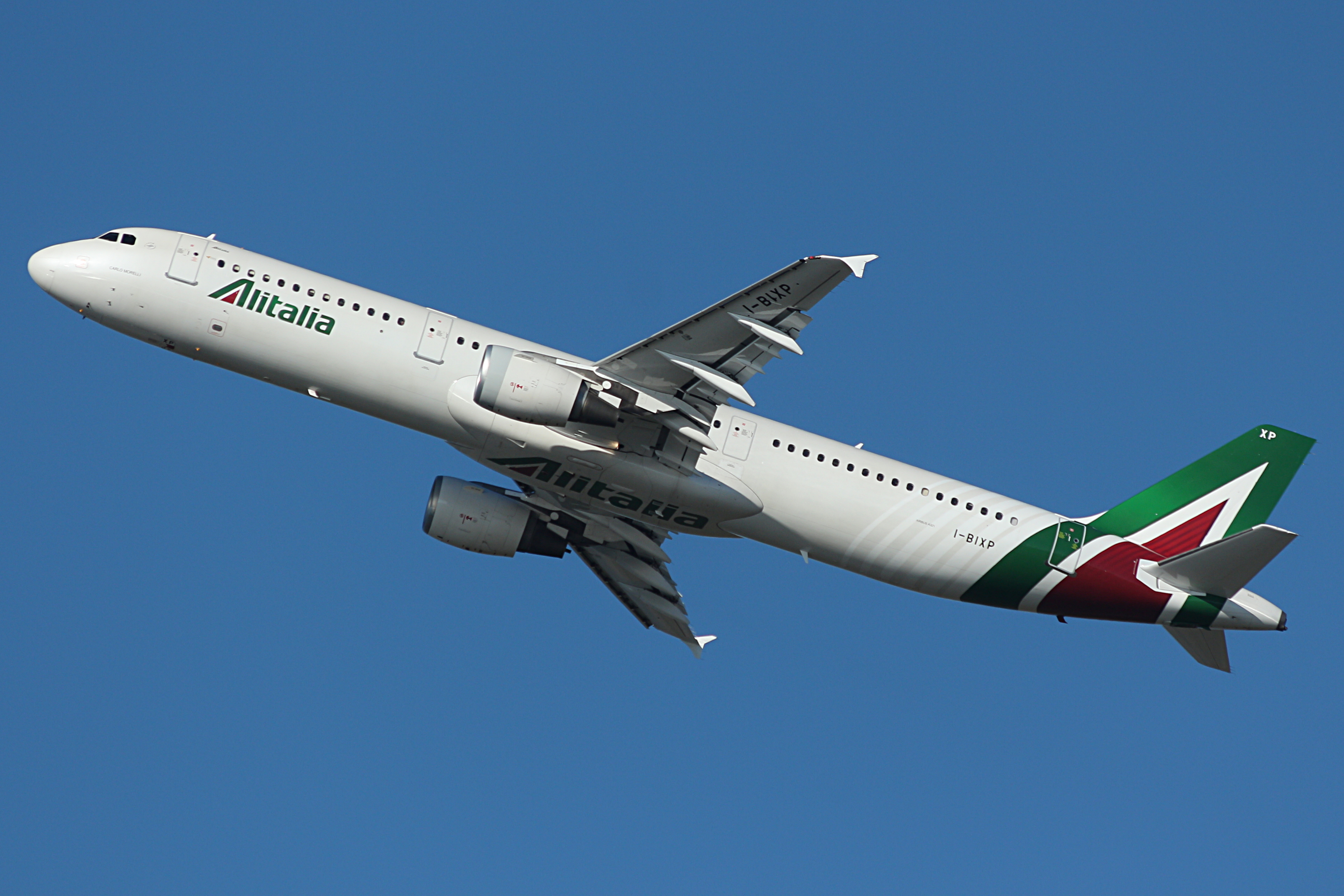
Airbus A321-100 der Alitalia
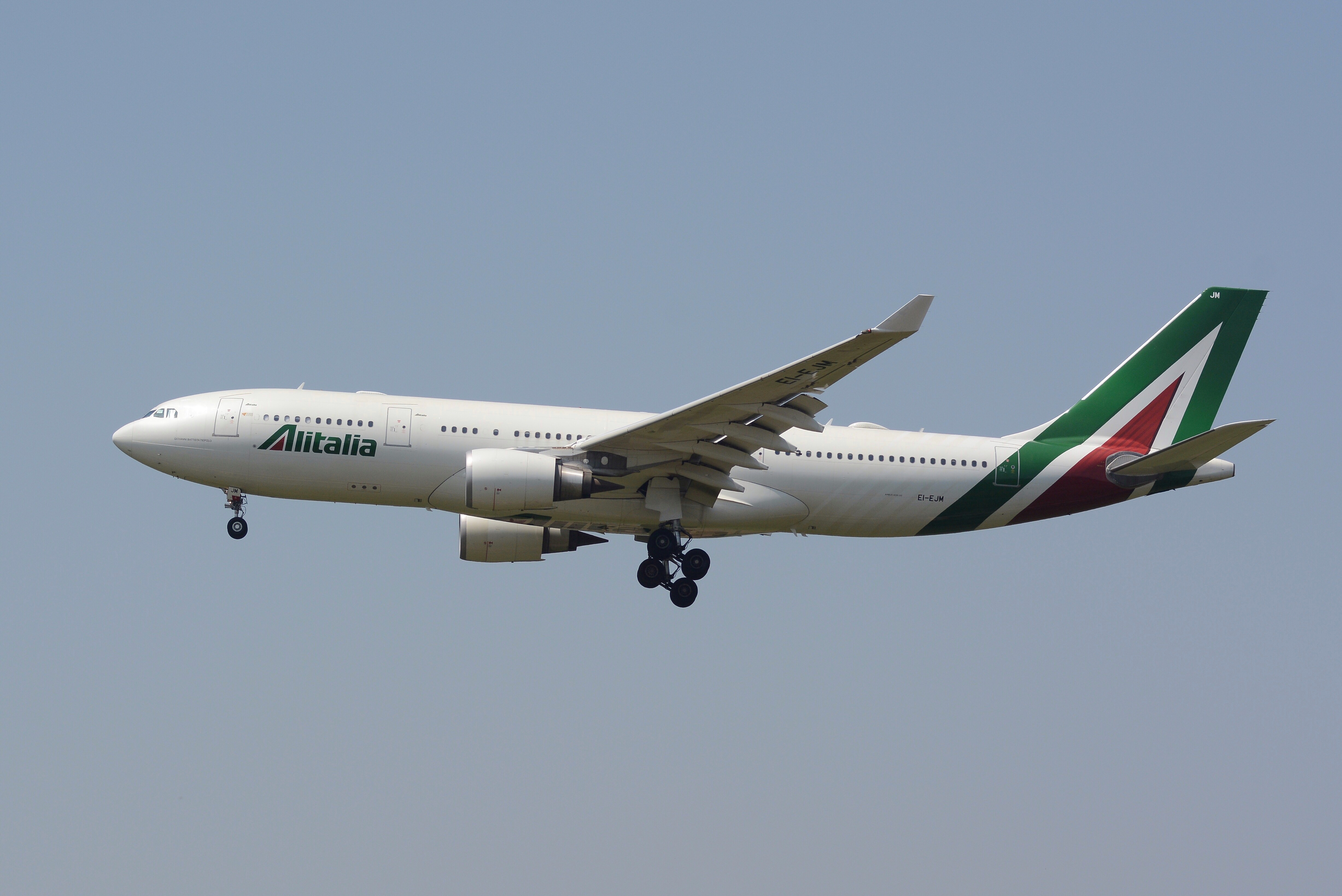
Airbus A330-200 der Alitalia
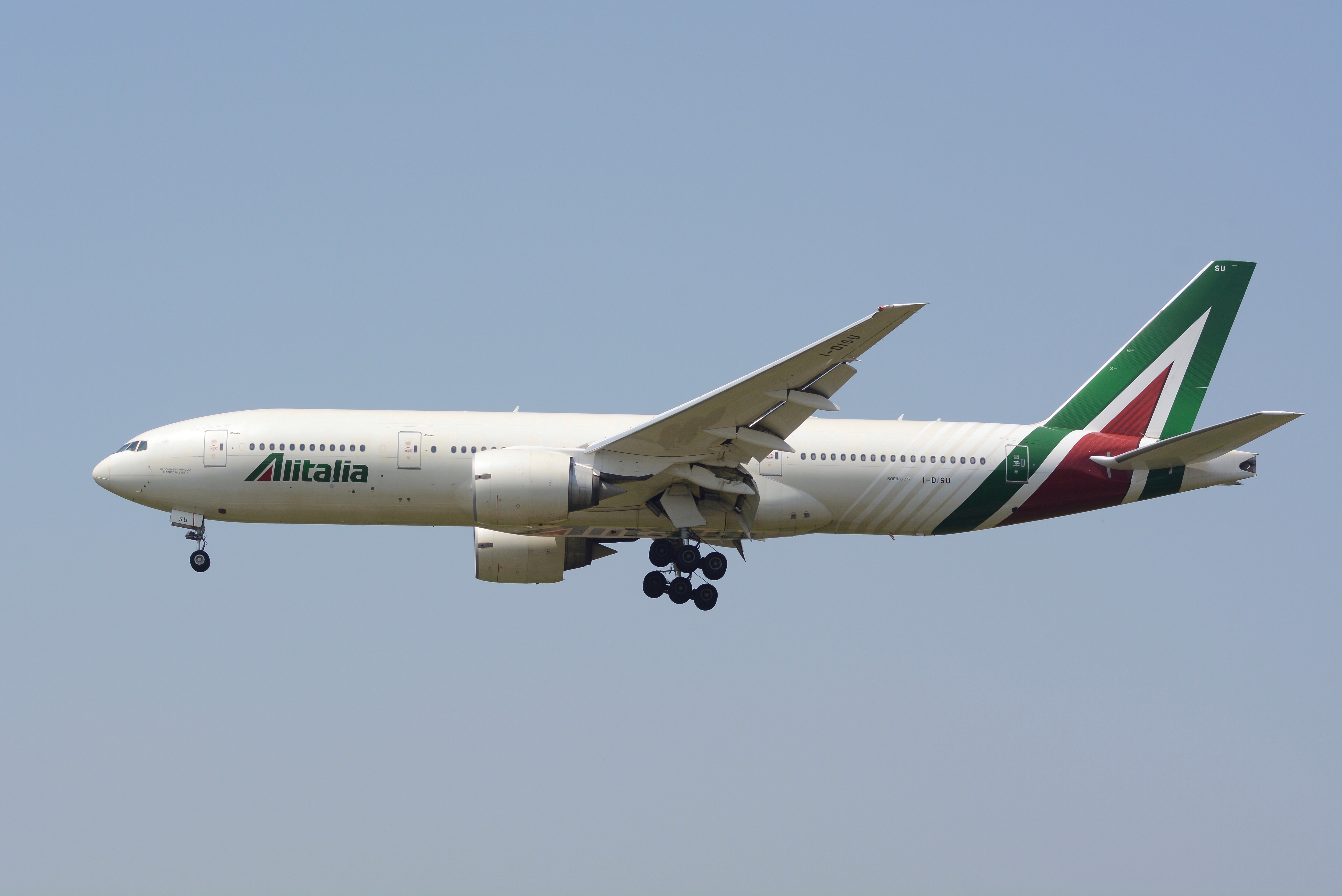
Boeing 777-200ER der Alitalia
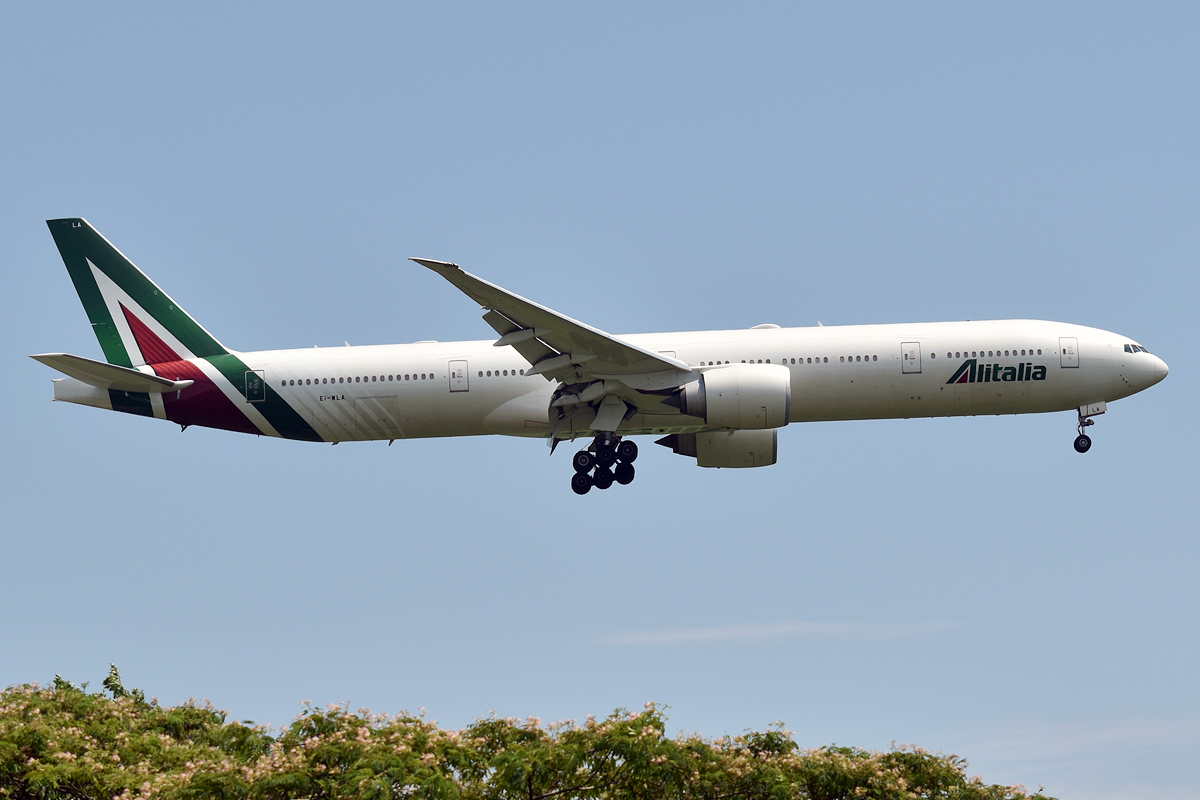
Boeing 777-300ER der Alitalia

### Sonderbemalungen
| Flugzeugtyp      | Luftfahrzeugkennzeichen | Bemalung              | Bild |
| ---------------- | ----------------------- | --------------------- | ---- |
| Airbus A320-200  | EI-DSW                  | „Jeep Renegade“       |      |
| Airbus A320-200  | EI-DTJ                  | „Employee Signatures“ |      |
| Airbus A330-200  | EI-DIR                  | „SkyTeam“             |      |
| Boeing 777-200ER | EI-DDH                  | „SkyTeam“             |      |

### Zuvor eingesetzte Flugzeuge

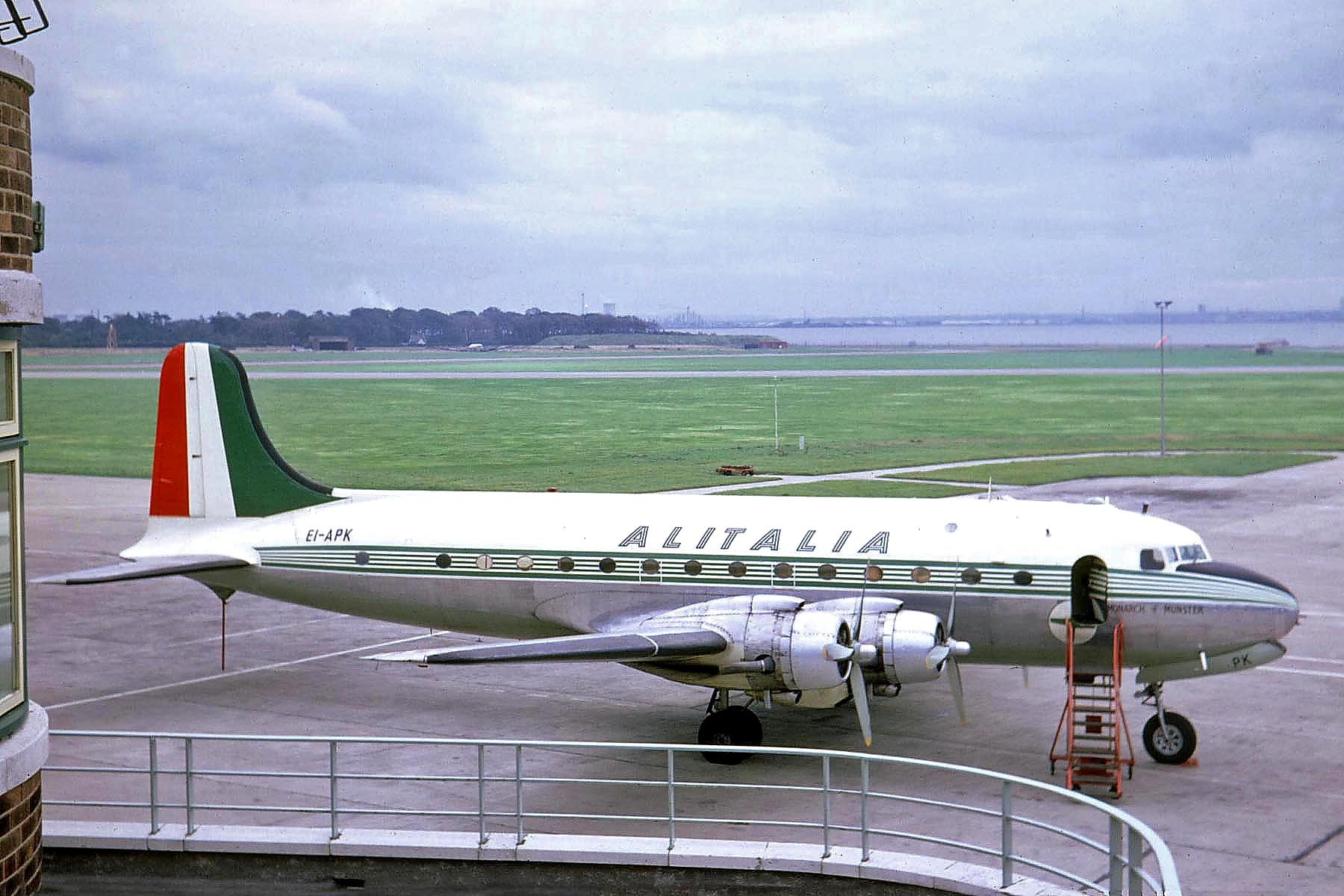
Eine Douglas DC-4 der Alitalia, Liverpool 1967

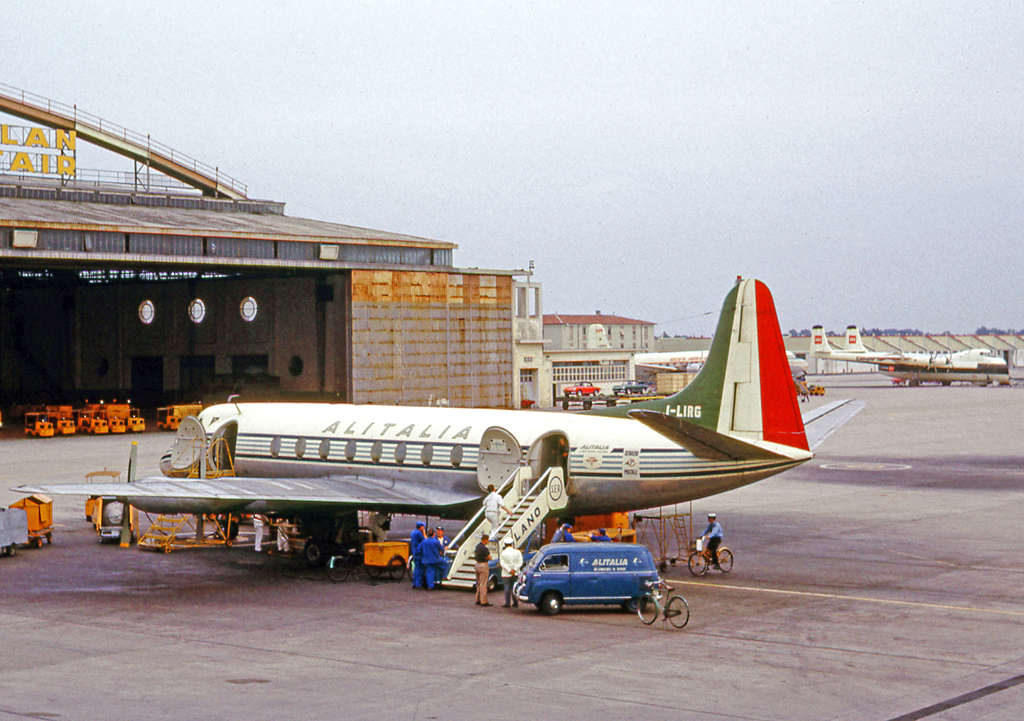
Eine Vickers Viscount der Alitalia, Mailand 1965

In der Vergangenheit setzte Alitalia unter anderem folgende Flugzeugtypen ein:
- Airbus A300B4-200
- ATR 42-300
- ATR 72-500
- Avro Lancastrian
- Boeing 727-200
- Boeing 737-200
- Boeing 747-100/200B
- Boeing 767-300ER
- Convair CV-340
- Convair CV-440
- Douglas DC-3/C-47
- Douglas DC-4
- Douglas DC-6
- Douglas DC-7
- Douglas DC-8-43/54/62
- Douglas DC-9-32
- Embraer 170
- Fiat G.12
- Fokker F-27
- McDonnell Douglas DC-10-30
- McDonnell Douglas MD-11
- McDonnell Douglas MD-82
- Savoia-Marchetti SM.95
- Sud Aviation Caravelle
- Vickers Viscount 785

## Zwischenfälle

### Linee Aeree Italiane
Die 1946 gegründete Fluggesellschaft Linee Aeree Italiane wurde 1957 von Alitalia („Alitalia – Aerolinee Italiane Internazionali“) übernommen. Das fusionierte Unternehmen trug danach den Namen „Alitalia – Linee Aeree Italiane“.
- Am 23. Dezember 1951 überrollte eine Douglas DC-6 der Linee Aeree Italiane (Luftfahrzeugkennzeichen I-LUCK) bei der Landung auf dem Flughafen Mailand-Malpensa (Italien) das Landebahnende. Das Flugzeug wurde irreparabel beschädigt. Alle 28 Insassen, vier Besatzungsmitglieder und 24 Passagiere, überlebten den Unfall.[67]

- Am 26. Januar 1953 stürzte eine Douglas DC-3/C-47-DL der Linee Aeree Italiane (I-LAIL) 20 Kilometer nördlich des Startflughafens Cagliari (Sardinien, Italien) ab, nachdem die linke Tragfläche zerbrochen war. Die Maschine stürzte in bergiges Gelände nahe Sinnai. Alle 19 Insassen, vier Besatzungsmitglieder und 15 Passagiere, kamen ums Leben.[68]

- Am 18. Dezember 1954 kollidierte eine Douglas DC-6B der Linee Aeree Italiane (I-LINE) beim vierten Anflugversuch im Nebel mit der Anflugbefeuerung am Flughafen New York-Idlewild, stürzte in das kalte Wasser der Jamaica Bay und explodierte. Von den 32 Menschen an Bord starben 26, während 6 überlebten. Ursache des zur Kollision führenden instabilen Anflugs war Übermüdung der Besatzung, die rund 30 Stunden auf der Strecke von Rom über Mailand, Paris, Shannon, Gander und Boston nach New York eingesetzt worden war (siehe auch Linee-Aeree-Italiane-Flug 451 (1954)).[69][70]

- Am 24. November 1956 kamen beim missglückten Start einer Douglas DC-6B der Linee Aeree Italiane (I-LEAD) 34 Insassen ums Leben, darunter der italienische Dirigent Guido Cantelli. Etwa 15 Sekunden nach dem Abheben vom Flughafen Paris-Orly sank die Maschine wieder und flog 600 Meter hinter dem Startbahnende in ein Haus. Ein Passagier überlebte den Absturz. Der Flug sollte von Rom über Paris und Shannon nach New York verlaufen. Die Ursache für den Höhenverlust nach dem Abheben konnte nicht geklärt werden.[71]

- Am 22. Dezember 1956 wurde eine Douglas DC-3/C-47-DL der Linee Aeree Italiane (I-LINC) auf dem Flug von Rom-Ciampino nach Mailand-Malpensa in einen Berg geflogen. Die Piloten hielten sich nicht an den vorgeschriebenen, zunächst an der Küste entlang führenden Flugplan, sondern versuchten, eine direkte Abkürzung nach Mailand zu fliegen. Dabei rammten sie nach 2:12 Stunden Flugzeit in 2.600 Metern Höhe den Berg Monte Giner im Val di Sole (Trentino, Italien). Durch diesen CFIT (Controlled flight into terrain) wurden alle 21 Insassen getötet, vier Besatzungsmitglieder und 17 Passagiere.[72]

### Alitalia
Alitalia verzeichnete von der Gründung 1946 bis Juni 2020 insgesamt 18 Totalverluste von Flugzeugen, darunter 10, bei denen insgesamt 474 Todesopfer zu beklagen waren. Einige der Unfälle sind hier exemplarisch dargestellt:
- Am 23. Dezember 1949 kehrte eine Avro Lancastrian C.3 der Alitalia (Luftfahrzeugkennzeichen I-AHBX) nach dem Start vom Flughafen Dakar-Yoff (Senegal) in Richtung Rom zum Ausgangsflughafen zurück. Nach der Landung kam es zu einem Motorbrand. Das Flugzeug brannte aus, nachdem alle Insassen evakuiert worden waren. Alle 13 Insassen, Besatzungsmitglieder und Passagiere, überlebten den Unfall.[74]

- Am 17. Januar 1951 (im „Aviation Safety Network“ fälschlich als 27. Januar eingetragen) flog eine Savoia-Marchetti SM.95B der Alitalia (I-DALO) von Paris-Le Bourget zum Flughafen Rom-Ciampino. Während des Fluges entstand in einer Tragfläche ein Feuer, welches vermutlich durch einen Blitzschlag verursacht wurde. Die Maschine stürzte 8 Kilometer von Civitavecchia (Italien) entfernt ab. Von den zwölf Passagieren und fünf Crewmitgliedern starben zehn Passagiere und vier Crewmitglieder.[75][76][77]

- Am 21. Dezember 1959 verunglückte eine Vickers Viscount 785 (I-LIZT) beim Landeanflug auf den Flughafen Rom-Ciampino. Die Maschine, bei der auf einem Prüfungsflug zwei der vier Triebwerke auf Leerlauf gestellt waren, wurde während des Landemanövers unterhalb der Mindestgeschwindigkeit für Triebwerksausfall unkontrollierbar und stürzte ab. Beide Personen an Bord (die Piloten) kamen ums Leben.[78]

- Am 26. Februar 1960 stürzte eine Douglas DC-7C (I-DUVO) auf dem Weg von Rom über Shannon nach New York-Idlewild kurz nach dem Start in Shannon aus unbekannten Gründen ab. Von den 52 Menschen an Bord starben 34.[79]

- Am 7. Juli 1962 kollidierte eine Douglas DC-8-43 (I-DIWD) auf dem Weg von Sydney über Bangkok und Teheran nach Rom beim Landeanflug auf Bombay mit einem Berg. Die Unfallstelle befand sich nur 1,5 Meter unterhalb des Gipfels. Bei dem durch einen Navigationsfehler ausgelösten Unglück starben alle 94 Menschen an Bord (siehe auch Alitalia-Flug 771).[80]

- Am 28. März 1964 wurde eine Vickers Viscount 785D der Alitalia (I-LAKE) auf dem Weg von Rom im Anflug auf den Flughafen Neapel in den Berg Monte Somma geflogen (CFIT, Controlled flight into terrain). Alle 45 Insassen wurden getötet.[81]

- Am 2. August 1968 schlug eine Douglas DC-8-43 (I-DIWF) auf dem Weg von Rom über Mailand nach Montreal etwa 11 Kilometer vor der Landebahn in Mailand auf. Von den 95 Personen an Bord verloren 12 ihr Leben.[82]

- Am 15. September 1970 verunglückte eine Douglas DC-8-62 der Alitalia (I-DIWZ) bei einer harten Landung auf dem Flughafen New York-Idlewild (USA). Die Flugverkehrskontrolle leitete das Flugzeug unter IFR-Bedingungen und in Ermangelung eines funktionierenden ILS-Gleitpfades zu hoch und hatte es zu nahe an der Landebahn positioniert. Die Entscheidung des Flugkapitäns, den Umkehrschub zu nutzen und keinen Fehlanflug durchzuführen, führte dazu, dass das Flugzeug sehr hart aufsetzte und begann, nach links zu gieren. Es machte einen Ringelpiez (Luftfahrt) und kam mit hinter der Tragfläche aufgerissenem Rumpf und drei der vier Triebwerke abgetrennt zum Liegen. Alle 156 Insassen überlebten den Unfall. Das Flugzeug wurde zerstört.[83]

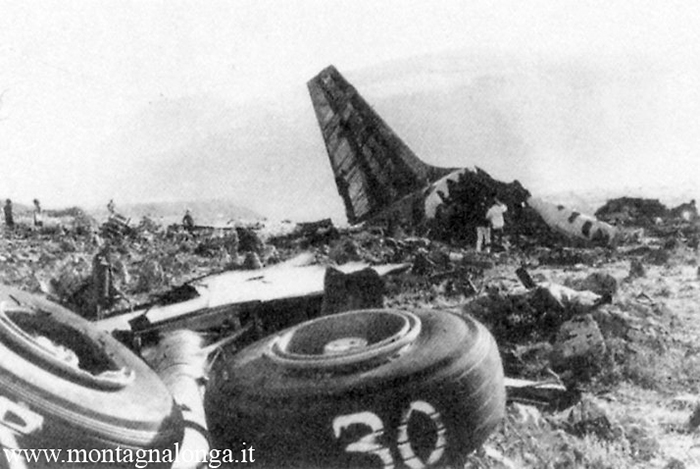
Wrack der Alitalia DC-8, Palermo 1972

- Am 5. Mai 1972 verunglückte eine weitere Douglas DC-8-43 der Alitalia (I-DIWB) während ihres nächtlichen Landeanflugs auf Palermo, als die Piloten nicht die üblichen Anflugverfahren durchgeführt hatten und die Maschine in einen Berg flogen. Bei diesem CFIT (Controlled flight into terrain) wurden alle 115 Menschen an Bord getötet (siehe auch Alitalia-Flug 112).[84]

- Am 23. Dezember 1978 wurde eine Douglas DC-9-32 (I-DIKQ) aus Rom kommend ebenfalls während des Landeanflugs auf Palermo 3 Kilometer vorher ins Meer geflogen, nachdem die Piloten anscheinend die Orientierung verloren hatten und zu tief angeflogen waren. Bei diesem CFIT (Controlled flight into terrain) wurden 108 Insassen getötet, 21 konnten mit zu Hilfe eilenden Fischerbooten gerettet werden (siehe auch Alitalia-Flug 4128).[85]

- Am 7. Januar 1980 brannte eine Douglas DC-9-32 (I-DIKB) der Alitalia am Flughafen Rom-Fiumicino im Hangar 2 der zona tecnica aus, wo sie einem C-Check unterzogen wurde. Niemand kam ums Leben, das Flugzeug musste jedoch abgeschrieben werden.[86]

- Am 14. November 1990 wurde eine McDonnell Douglas DC-9-32 der Alitalia (I-ATJA) beim Unterschreiten der Mindestflughöhe während des Endanflugs auf die Landebahn 14 am Flughafen Zürich ins Gelände geflogen. Sie prallte dabei rund neun Kilometer vor der Landeschwelle in den bewaldeten Haggenberg zwischen Weiach und Stadel bei Niederglatt. Alle 46 Insassen wurden dadurch getötet (siehe auch Alitalia-Flug 404).[87]

- Am 25. Februar 1999 verunglückte eine Dornier 328-110 (D-CPRR). Die Maschine der Minerva Airlines, die für Alitalia betrieben wurde, schoss bei der Landung in Genua über das Ende der Landebahn hinaus, unter anderem, weil sie mit unzulässig starkem Rückenwind gelandet und viel zu spät aufgesetzt wurde. Vier Personen kamen ums Leben (siehe auch Alitalia-Flug 1553).[88]

## Trivia

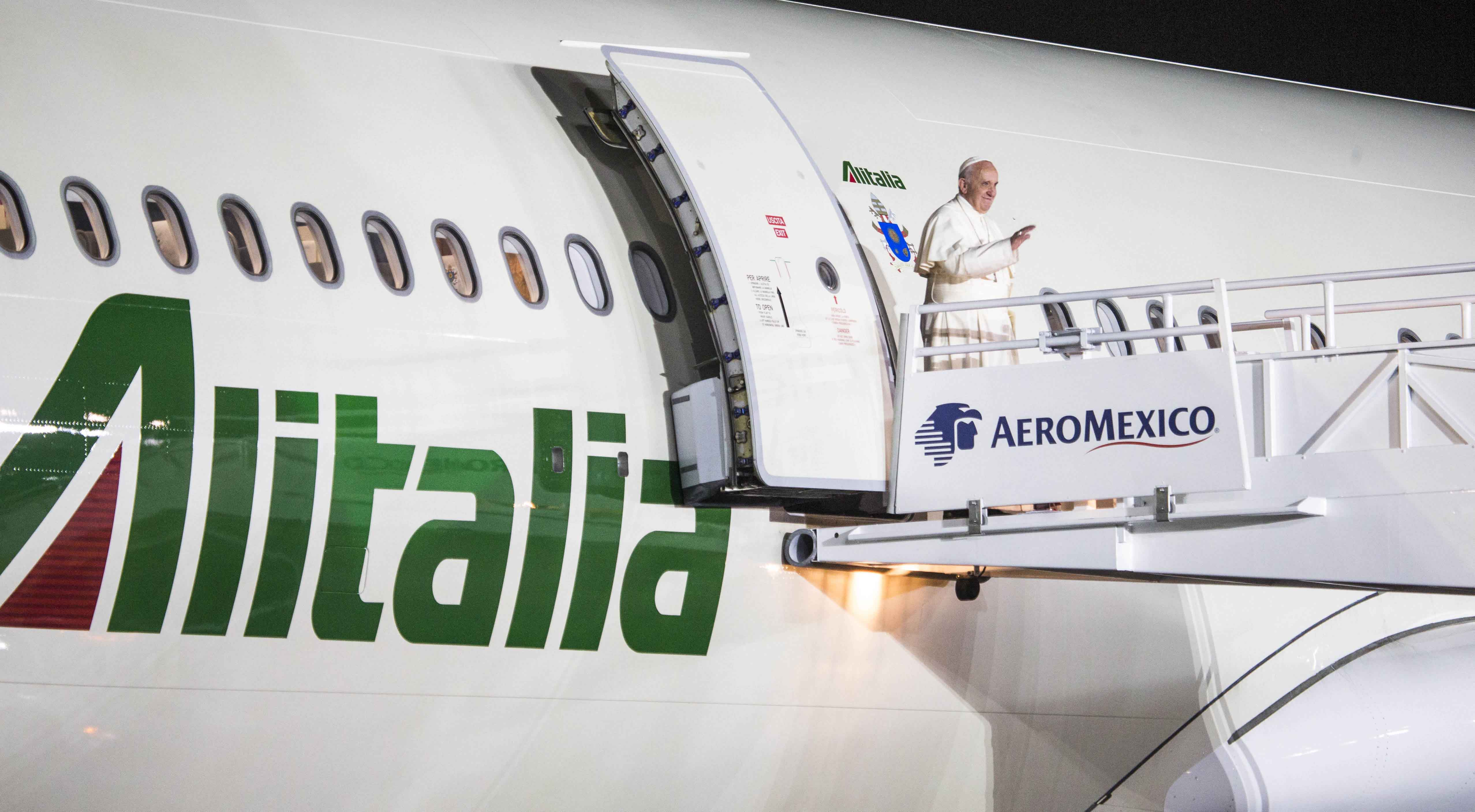
Airbus A330-200 der Alitalia im Einsatz als „Shepherd One“ hier bei einem Papstbesuch in Mexiko

- Die Auslandsflüge des Papstes wurden unter anderem von Alitalia durchgeführt. Die Maschinen wurden hierfür meist als Charter eingesetzt und trugen dann das Rufzeichen „Shepherd One“, was „Hirte Eins“ bedeutet.[89]